# Vale spikkelbladroller
De vale spikkelbladroller (Cnephasia genitalana) is een vlinder uit de familie bladrollers (Tortricidae). De wetenschappelijke naam is voor het eerst geldig gepubliceerd in 1922 door Pierce & Metcalfe.
De soort komt voor in Europa.